# Công quốc Jülich
Công quốc Jülich (tiếng Đức: Herzogtum Jülich; tiếng Hà Lan: Hertogdom Gulik; tiếng Pháp: Duché de Juliers) là một nhà nước trong Đế quốc La Mã Thần thánh, tồn tại từ thế kỷ XI đến thế kỷ XVIII. Công quốc nằm ở phía Tây sông Rhine và giáp với Tuyển hầu xứ Cologne ở phía Đông và Công quốc Limburg ở phía Tây. Nó có các lãnh thổ ở cả hai bên bờ sông Rur, xung quanh thủ phủ Jülich của nó - Iuliacum của La Mã trước đây - ở hạ lưu Rhineland. Công quốc hợp nhất với Bá quốc Berg bên kia sông Rhine vào năm 1423, và từ đó trở đi được gọi là Jülich-Berg. Sau đó, nó trở thành một phần của Liên hiệp Công quốc Jülich-Kleves-Berg.